# Ramillies, Nord

Ramillies este o comună în departamentul Nord, Franța. În 1 ianuarie 2022 avea o populație de 588 de locuitori.